# سلیا، شهرستان ساره
سلیا (به انگلیسی: Selja) یک روستا در دهستان سارما، شهرستان ساره در غرب کشور استونی است.
قبل از اصلاحات اداری در سال ۲۰۱۷، این روستا جز ناحیه لیسی بود.